# L.E.K.コンサルティング
L.E.K.コンサルティング（L.E.K. Consulting）は、イギリス・ロンドンを本拠に置く戦略コンサルティングファーム。
2021年現在、世界14ヵ国にわたり、22拠点に事業所を展開し、約1,600名の社員を雇用している。1983年にベイン・アンド・カンパニー出身のパートナー3名によって設立された。社名はジェームズ・ローレンス、イーアン・エヴァンズ、リチャード・コークの創業者3人の頭文字に由来する。
米国の生い立ちが主なコンサルティング業界において、欧州起源のコンサルティング会社としてはM&Aに従事。
東京支社は2002年に開設された。

## 活動内容
グローバルにおける主要なサービスラインは下記の通りである。
- 企業戦略、事業戦略
- M&A
- マーケティング及び営業戦略

コンサルティング業界の中では、M&A分野に強いことで知られており、プライベート・エクイティの大手企業を多数顧客に持っている。
戦略や企業価値評価のエリアに特化したサービスを行っているため、他の大手のコンサルティングファームと比較すると各プロジェクトの期間が非常に短いという特徴を持つ。
グローバルにおいては、以下セクターに強みを持つ。
- ヘルスケア
- 航空
- 消費財・小売り
- エネルギー
- 通信・メディア・テクノロジー
- プライベート・エクイティ
- 公的機関